# Wita Pawlysch
Wiktorija „Wita“ Anatolijiwna Pawlysch (ukrainisch Вікторія (Віта) Анатоліївна Павлиш, englische Transkription Vita Pavlysh; russisch Вита Анатольевна Павлыш; * 15. Januar 1969 in Charkiw) ist eine ehemalige ukrainische Leichtathletin.

## Karriere
Pawlysch gewann bei den Leichtathletik-Hallenweltmeisterschaften 1999 in Maebashi zunächst die Goldmedaille im Kugelstoßen. Der Titel wurde ihr jedoch von der International Association of Athletics Federations (IAAF) aberkannt, nachdem sie positiv auf das anabole Steroid Stanozolol getestet wurde. Pawlysch gab an, das Steroid könne sich möglicherweise in einem Medikament befunden haben, das sie eingenommen hatte, um eine Verletzung auszukurieren. Wegen dieses Verstoßes wurde sie für zwei Jahre gesperrt.
Nach Ablauf der Sperre gewann sie bei den Leichtathletik-Weltmeisterschaften 2003 in Paris hinter Swetlana Kriweljowa (RUS) und Nadseja Astaptschuk (BLR) die Bronzemedaille.
Im März 2004 stieß sie in Budapest bei den Leichtathletik-Hallenweltmeisterschaften erneut am weitesten. Pawlysch fiel aber wieder durch den Dopingtest, bekam den Titel aberkannt und wurde nun zusammen mit ihrem Trainer Oleksandr Bahatsch auf Lebenszeit gesperrt.